# بناء ذاتي

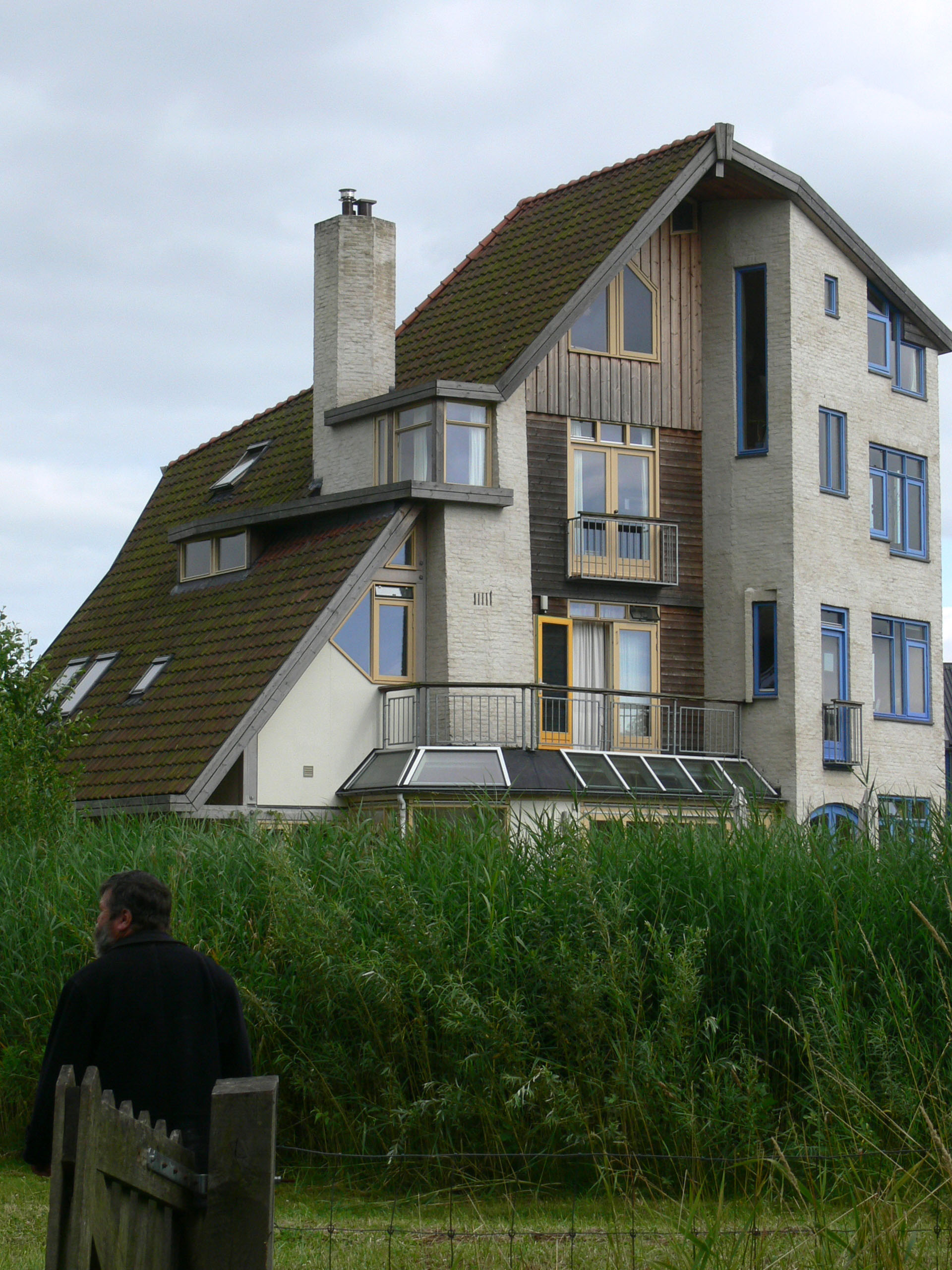

البناء الذاتي هو ممارسة إنشاء بيت فردي لشخص واحد من خلال مجموعة من الوسائل. وتختلف مدخلات البناء الذاتي في هذه العملية من القيام بأعمال البناء الفعلية إلى التعاقد الخارجي بكافة الأعمال إلى مهندس معماري أو شركة بناء متكاملة.

## الدافعية
يبني الناس منازل فرديّة لأسباب متنوعة. ومن بين الأسباب المهمة ولا سيما في البلدان الفقيرة، هو أنها قد لا تكون قادرة على تحمل تكلفة في السوق الحرة. ويمكن أن يكون الدافع الآخر للبنّاءين الذاتيين هو الرغبة في إنشاء شيء مخصص حسب متطلبات أسرهم و/أو نمط حياتهم.

## الطرق
يُنشئ البناؤون الذاتيون منازلهم من خلال مجموعة من الوسائل – ونادرًا ما يبنونها بشكل كامل. وفي البلدان الغنية، يوظف الكثير منهم مهندسًا معماريًا لإعداد تصميم المنزل الجديد والتعاقد مع بنّاء لتشييد هذا المنزل؛ ويستخدم آخرون ما يسمى بالشركات (المتكاملة) لتوفير حل متكامل. ويجد الكثير أنفسهم يديرون مواقع البناء ويتعاملون مباشرة مع المخططين والتجار وموردي المواد.

## الامتداد
ويعد البناء الذاتي بمعناه الأوسع ممارسة عادية في كثير من البلدان النامية. هو أيضا شائع بين بعض الطوائف الدينيّة مثل كنيسة يسوع المسيح لقديسي الأيام الأخيرة (كنيسة إل دي إس) أو ثقافات فرعية مثل (مجموعات الهبيز). وعادة ما تتحقق القرى البيئية من خلال تقنيات البناء الذاتي. وتنظم الإدارة العامة في معظم البلدان المتقدمة عملية البناء الذاتي، بينما تقوم المنظمات غير الحكومية أو المنظمات الدولية في البلدان النامية أحيانًا بدعم عملية البناء الذاتي على سبيل المثال: متطوعو الأمم المتحدة.

### غانا
قدر البنك الدولي في عام 2010 أن البناء الذاتي للسكن (والذي يوصف أيضًا بالإسكان الذاتي أو الإسكان الموفّر ذاتيًا) والذي كان يوفر أكثر من 95% من إجمالي المساكن في غانا، ويساهم بنحو 300 مليار دولار سنويًا للاقتصاد الوطني. لا يمارس البناء الذاتي من قِبَل الأسر الأكثر فقرًا فحسب، بل وأيضًا من قِبَل المواطنين من ذوي الدخل المتوسط.
كانت أغلب حكومات غانا في مرحلة ما بعد الاستعمار، مثل حكومة نكروما، تنفذ خطط الإسكان التي تديرها الدولة لأن أجندتها ذات التوجهات الاشتراكية تجنبت الترويج للإسكان الذاتي حتى لا تتعزز الملكية الخاصة  للأفراد أو الأسر. وقد اعترفت حكومة غانا في عام 2009 في مسودتها لسياسة المأوى الوطنية، بأهمية الإسكان الذاتي والبناء الذاتي للسكن وغير ذلك من النهج غير التقليدية للسكن، حتى وإن لم يكن كأولوية.

### إيطاليا
وفي إيطاليا، كان البناء الذاتي، بعد عقود من الحرب العالمية الثانية، ممارسة شائعة بين الطبقة الاجتماعية، تستخدم على نطاق واسع في مناطق الاستيطان عشوائي مثل بورغيت رومان (في روما) أو الضواحي الواقعة شمال نابولي وحول باليرمو. وفي الوقت الحاضر يستخدم البناء الذاتي كدعم جزئي لبناء المساكن حيث تلتزم الشركات المتخصصة ببناء الأجزاء الهيكلية (الأساسات والجدران والسقف ....).
وهناك مجال آخر لتطبيق البناء الذاتي في إيطاليا وهو دعم المجموعات العرقية المحرومة مثل السنتي. وفي بعض المدن متوسطة الحجم مثل رافينا والطبقات الاجتماعية في مقاطعة بادوفا حيث تقدّم مواد البناء للأشخاص الذين يعيشون في مناطق مجهزة للغجر من أجل مساعدتهم على تحسين أكواخهم. وفي أوائل الثمانينات، دخل البناء الذاتي أيضًا إلى برامج الجامعة الايطالية: في كلية الهندسة المعمارية في تورينو جورجيو سيرجيولي، قدم في دورته التدريبية التقنية المعمارية (المختبر التكنولوجي للبناء الذاتي (لاتيك))، وهو مختبر سمح فيه للطلاب بممارسة العديد من تقنيات البناء الذاتي.

### المكسيك
وفي المكسيك، حدث توسع حضري سريع جدًا بين الأربعينيات والسبعينيات جذب الكثير من الناس من المناطق الريفية. وخلال هذه الفترة، لم تتمكن البرامج الحكومية من ضمان السكن الكافي، كما أن إنتاج القطاع الخاص لم يكن كافيًا بسبب انخفاض أجور جزء كبير من السكان.
ويقدّر أنه حتى بعد إنشاء صندوقين وطنيين للإسكان الصندوق الوطني للإسكان الشعبي (فونهابو FONHAPO) ومؤسسة الصندوق الوطني للسكن العمالي (إنفونافيت INFONAVIT)، ولم يتم تلبية سوى 1/5 من الطلب الفعلي. في هذه الحالة الصعبة، تطورت العديد من المستوطنات غير النظامية، وبدأ بعض الباحثين والسياسيين في دعم وتحسين عمليات البناء الذاتي بدلًا من مكافحة هذه المستوطنات وقد كان حلًا ممكنًا لقضية الإسكان الشعبي. وهكذا بدأت السياسة العامة في السبعينيات في دعم البنّائين الذاتين ذوو الدخل المنخفض بتقديم الخدمات والوحدات الأساسية لهم وفي بعض الحالات تسوية ملكية الأراضي.
وقد انتقد الماركسيون التقليديون هذه المخططات وأُقنعوا بأن ضمان السكن المناسب للناس واجب حكومي وأن عدم توفر المساكن هو نتاج هيكلية للرأسمالية. وعلى أية حال، أصبح السكن المبني ذاتيًا أكثر أشكال السكن شيوعًا، وفي منطقة مكسيكو سيتي ارتفعت نسبة البناء الذاتي من 14% في عام 1952 إلى 60% في عام 1990. وفي وقت لاحق، تحولت أولوية السياسة العامة من إنتاج المساكن إلى تعزيز سوق العقارات، والهياكل الأساسية المحلية، وتحسين المنازل القائمة.

### المملكة المتحدة
يستخدم مصطلح (البناء الذاتي) على وجه التحديد في المملكة المتحدة وأيرلندا عندما يحصل فرد على قطعة أرض للبناء ثم يبني منزله على تلك القطعة. ولا يشير المصطلح بالضرورة إلى إكمال العمل بنفسك – وعادةّ ما يُعرّف البناء الذاتي على أنه (تجهيز) منزل حسب الطلب.
وتشير التقديرات إلى وجود ما يتراوح بين 10000 و20000 بناء ذاتي في المملكة المتحدة كل عام. وهو أقل من 10 ٪ من جميع المنازل التي بنيت سنويًا ولكن قد تشكل 1 في 3 منازل جديدة مستقلة بنيت في المملكة المتحدة.
وعلى مر السنين، كان البناؤون الذاتيون في طليعة التطورات في التصميم الداخلي والتكنولوجيا، حيث كانوا مسؤولين عن الامتصاص الديناميكي التي شهدته السنوات الأخيرة في الخصائص البيئية مثل توليد الكهرباء من الطاقة الشمسية ومضخات الحرارة والتدفئة تحت الأرضية وتصميم الخطط المفتوحة والتكنولوجيا المنزلية الذكية. وهذه الخصائص تستغرق سنوات عديدة قبل أن تتنقل إلى التطورات السكنية التجارية. وهناك أيضًا حملة متزايدة من أجل البناء الذاتي في الخارج، سواء كاستثمارات أو منازل لقضاء العطلات أو دور المسنين أو الانتقال إلى مكان آخر. يمكن للمنازل الفردية أن تأخذ جميع الأشكال من التقليدية إلى الحديثة كليًا، ويستخدم المصطلح أيضًا للإشارة إلى الأشخاص الذين ينشئون منازل فردية من المباني القديمة.

#### المشاكل الحالية
يتمثل العائق الرئيسي أمام سوق المملكة المتحدة للبناء الذاتي في نقص قطع الأراضي المتاحة للبناء الذاتي، وارتفاع أسعار الأراضي، ونظام التخطيط المقيد. وفي عام 2008، أنشئت الجمعية الوطنية للبناء الذاتي (NaSBA) بهدف ممارسة الضغط على الهيئات ذات الصلة بما فيها الحكومة لمعالجة هذا الوضع. إن الأعضاء المؤسسون للجمعية الوطنية للبناء الذاتي هم جمعية مدينة ومقاطعة باث للبناء الذاتي ومجلة بيلد إت وبيلد ستور وبوتون/ كينغسبان إضافة إلى أجريكلتشرال فيرت وإيكوموتيف. وفيما بعد غيرت الجمعية اسمها إلى الجمعية الوطنية للبناء والتخصيص الذاتي (NaCSBA) في يوليو 2014 ــ وهو ما أكدته الرغبة في الترحيب رسميًا بمجتمع البناء المخصص.